# Safari (linbana)
Safari är en linbana, gondolbana, med sträckning över djuren i Safariparken på Kolmårdens djurpark. Banan invigdes den 30 april 2011, kostade 132 miljoner kronor att bygga och är tillverkad av Doppelmayr. Banans samtliga gondoler är utrustade med högtalare som ger digital guidning på engelska, finska och svenska. Under färden på mellan  2,5 och 20 meter över marken passeras bland andra lejon, giraffer, zebror, björnar, älgar, hjortar och strutsar.
Den 8-sitsiga Safaribanan ersatte den 4-sitsiga Kolmårdens linbana som gick runt hela Kolmårdens djurpark, men den nya går endast över safariområdet. Safaribanan har därmed ersatt biltrafiken genom safarit, både av miljö- och säkerhetsskäl. Trots den låga drifthastigheten är banan kopplingsbar, vilket används vid på- och avstigsplatsen. Safaribanan är, liksom Kolmårdens linbana var, världens enda enkelriktade/runtgående linbana.

## Teknisk data
- Längd: 2 638 m (vajerlängd 2 729 m)
- Hastighet: 1,5 m/s (max 1,7 m/s)
- Åktid: 27–30 min
- Kapacitet: 1 200 pers/tim (1 360 pers/tim vid maxfart)
- Antal passagerare per gondol: 8 st
- Antal gondoler: 78 st
- Gondolavstånd: 36 m
- Antal vinklar: 6 st (inklusive huvudstationen)
- Vajerdiameter: 43 mm
- Driveffekt: 142 kW (vid uppstart: 200 kW)